# Merdanea, Veliko Tărnovo
Merdanea (în bulgară Мерданя) este un sat în comuna Leaskoveț, regiunea Veliko Tărnovo,  Bulgaria. 

## Demografie
Componența etnică a satului Merdanea
     Bulgari (96,78%)
     Nicio identificare (2,36%)
     Altele (0,84%)
La recensământul din 2011, populația satului Merdanea era de 591 locuitori. Din punct de vedere etnic, majoritatea locuitorilor (96,78%) erau bulgari. Pentru 2,36% din locuitori nu este cunoscută apartenența etnică.